# (32827) 1992 DF1
1992 دي أف 1 (ويعرف أيضًا باسم (32827) 1992 دي أف 1 وفق تسمية الكوكب الصغير) (بالإنجليزية: 1992 DF1)‏ هو كويكب ضمن حزام الكويكبات؛ وترتيبه 32827 من حيث الاكتشاف.
اكتُشف هذا الجُرم الفلكي بواسطة سبيس واتش في 28 فبراير 1992.

## وصلات خارجية
- (32827) 1992 DF1 في قاعدة بيانات مختبر الدفع النفاث لأجرام النظام الشمسي الصغيرة

- الاكتشاف · مخطط المدار ·  العناصر المدارية · المعلمات المادية

- (32827) 1992 DF1 على موقع ويكي سكاي: DSS2, SDSS, GALEX, IRAS, Hydrogen α, X-Ray, Astrophoto, Sky Map, Articles and images